# К характеристике экономического романтизма
«К характеристике экономического романтизма» — работа В. И. Ленина. Написана в сибирской ссылке весной 1897 года. Впервые опубликована в журнале «Новое слово» в 1897 г, № 7—10 (апрель — июль).
Статья написана в условиях полемики В. И. Ленина и либеральных народников.
Содержит критику взглядов швейцарского экономиста начала XIX века Сисмонди и российских народников (Эфруси), которые утверждали, что внутренний рынок сокращается вследствие разорения мелких производителей; что быстрое накопление ведёт к бедствиям; что для реализации сверхстоимости необходим внешний рынок; что кризисы объясняются несоответствием между производством и потреблением и т. д. В статье показано, что причиной неверных выводов Сисмонди о невозможности реализации сверхстоимости при капитализме и о том, что производство должно соответствовать потреблению, является неверное разделение общественного продукта на две стоимостные части — переменный капитал (заработную плату) и сверхстоимость, тогда как он состоит из трёх стоимостных частей — постоянный капитал (средства производства), переменный капитал (заработная плата) и сверхстоимость. Для решения вопроса об общественном капитале и доходе весь общественный продукт должен быть разделён на две вещественные части — на средства производства и предметы потребления.

Первые могут служить только капиталом, вторые должны стать доходом, то есть уничтожиться в потреблении рабочих и капиталистов. Первые достаются целиком капиталистам, вторые — распределяются между рабочими и капиталистами.
 Рабочие и капиталисты подразделения, производящего средства производства, могут потребить заработную плату и сверхстоимость лишь после обмена на предметы потребления, соответствующие постоянному капиталу подразделения, производящего предметы потребления. Политэкономия марксизма объясняет возникновение экономических кризисов при капитализме противоречием между общественным характером производства и частным способом присвоения.